# Donát Ulrich
Donát Ulrich, někdy též Donat Ulrich, (1. března 1800 Litovel – 3. června 1874 Litovel) byl městský úředník a kronikář. Jako poslední působil ve svém rodném městě ve funkci městského purkrabí. Sepsal první kroniku zachycující vývoj města Litovle.

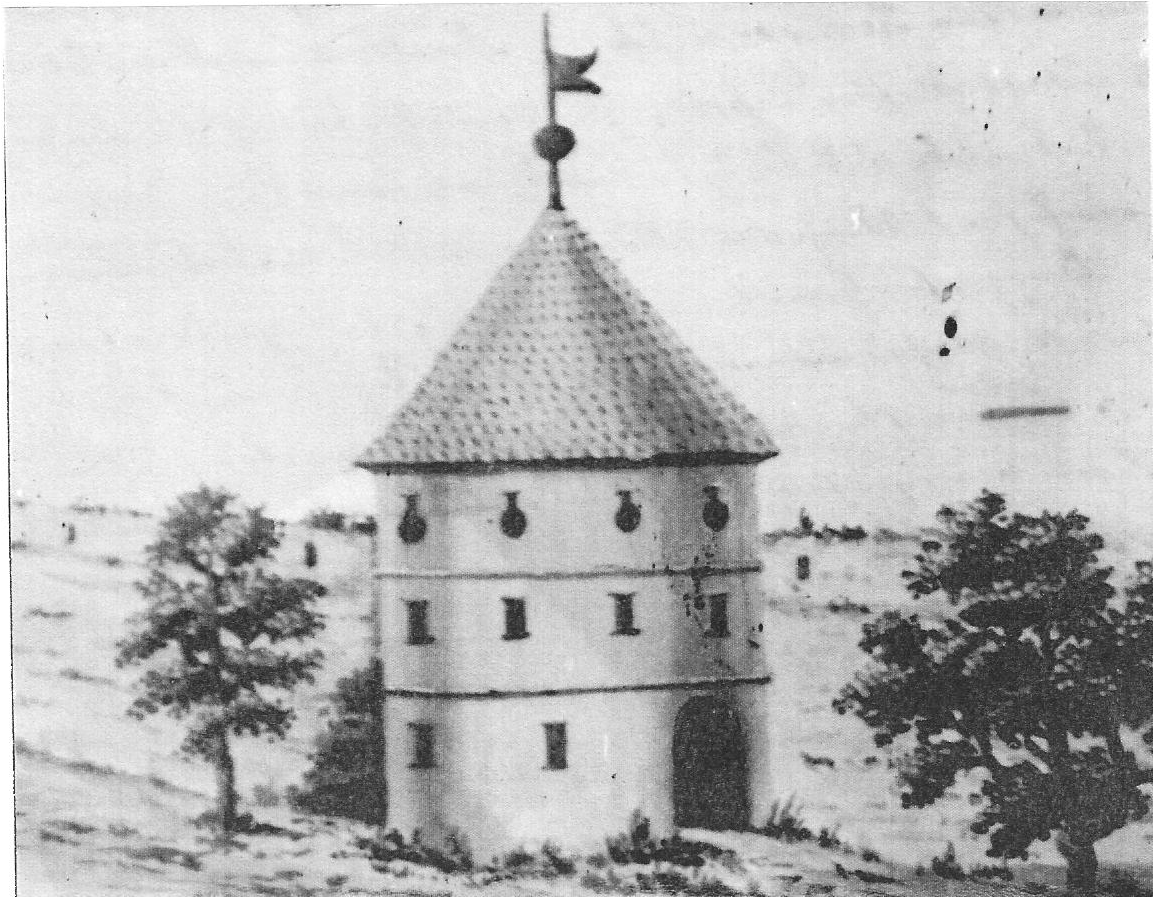
Ulrichův obraz zachycující litovelskou Prašnou věž

Rodné město zachycoval i na kresbách. Díky jedné z nich, na níž zobrazil náměstí Přemysla Otakara II., se vědělo, že zde kdysi stával pranýř. Během rekonstrukce náměstí v roce 2014 se pak skutečně povedlo jeho základy nalézt.